# Neil Fingleton
Neil Fingleton (*  18. Dezember 1980 in Durham, England; † 25. Februar 2017) war ein britischer Schauspieler und vormaliger Basketballspieler. Mit einer Körpergröße von 2,32 m war er bis zu seinem Tod der größte Mensch in der EU.

## Leben und Karriere
Neil Fingleton stammt aus Durham in England und schloss im Jahr 2000 die Highschool in Worcester, Massachusetts ab, nachdem er in die USA gegangen war, um eine Karriere als Basketballspieler zu ergreifen.
Er gewann ein Basketball-Stipendium für die University of North Carolina at Chapel Hill und später auch für das College of the Holy Cross in Worcester. Er schloss es 2004 mit einem Abschluss in Geschichte ab. Seine professionelle Karriere erstreckte sich schließlich nur über die Jahre 2003 bis 2007, als ihn eine Verletzung zum Karriereende zwang. Er spielte etwa für die Teams Boston Freazy aus der Halbprofiliga ABA und CB Illescas aus Spanien, jeweils auf der Position des Center. 
Danach zog es ihn in seine Geburtsstadt zurück und er strebte eine Schauspielkarriere an. So war er zunächst in einigen TV-Dokumentationen über die Probleme, die ihm aufgrund seiner Größe begegnen, zu sehen. Seine erste Schauspielrolle übernahm er 2011 in X-Men: Erste Entscheidung als russischer Bodyguard. Weitere Filmauftritte folgten in 47 Ronin und Jupiter Ascending. 
2014 spielte er in Game of Thrones die Rolle des Riesen Mag der Mächtige. 2015 übernahm er für den Film Avengers: Age of Ultron Stuntarbeiten. 
Fingleton starb am 25. Februar 2017 im Alter von nur 36 Jahren. Als Todesursache wurde Herzversagen festgestellt. Seine letzte Rolle spielte er erneut in Game of Thrones, als er in der siebten Staffel abermals die Rolle eines Riesen übernahm, der als Wiedergänger von den Toten zurückgeholt wurde.

## Filmografie
- 2011: X-Men: Erste Entscheidung (X: First Class)
- 2013: 47 Ronin
- 2014–2017: Game of Thrones (Fernsehserie, 3 Episoden)
- 2015: Jupiter Ascending
- 2015: Doctor Who (Fernsehserie, Episode 9x04)